# Firdji
Firdji (auch: Firji) ist ein Dorf in der Landgemeinde Dan-Issa in Niger.

## Geographie
Das von einem traditionellen Ortsvorsteher (chef traditionnel) geleitete Dorf liegt an der Staatsgrenze zu Nigeria. Es befindet sich rund sieben Kilometer südlich des Hauptorts Dan-Issa der gleichnamigen Landgemeinde, die zum Departement Madarounfa in der Region Maradi gehört. Eine Siedlung in der näheren Umgebung von Firdji ist Farou im Westen.
Firdji ist Teil der Übergangszone zwischen Sahel und Sudan. Die durchschnittliche jährliche Niederschlagsmenge beträgt hier zwischen 500 und 600 mm.

## Geschichte
Im Jahr 2001 waren 35 Prozent der Prostituierten in Firdji HIV-infiziert. Die Infektionsrate lag unter jener in der Bergwerkssiedlung Komabangou (50 Prozent), aber über jener in den Großstädten Niamey, Tahoua und Zinder (25 Prozent). Die erste HIV-Infektion in Niger war 1987 registriert worden.
Laut einer Erhebung vom September 2022 lebten in Firdji 266 interne Vertriebene aus 38 Haushalten.

## Bevölkerung
Bei der Volkszählung 2012 hatte Firdji 1670 Einwohner, die in 269 Haushalten lebten. Bei der Volkszählung 2001 betrug die Einwohnerzahl 1083 in 166 Haushalten.
Die Bevölkerungsdichte in diesem Gebiet ist für nigrische Verhältnisse hoch.

## Wirtschaft und Infrastruktur
Das Gebiet der Ebenen im südlichen Teil der Region Maradi, in dem Firdji liegt, ist von einer anhaltenden Degradation der ackerbaulichen Flächen gekennzeichnet, die mit der hohen Bevölkerungsdichte in Zusammenhang steht. Es gibt eine Schule im Dorf. Von Firdji führt die einen Kilometer lange Route 436, eine einfache Piste, zur Nationalstraße 9 im Nachbardorf Farou.